# Kepler-9
Kepler-9 is een ster in het sterrenbeeld Lier (Lyra). De ster is van het type G en heeft drie bevestigde exoplaneten. Het was het eerste planetenstelsel waarbij meerdere planeten rond een ster werden gevonden door middel van transitiefotometrie. 

## Planetenstelsel
Het planetenstelsel van de ster werd ontdekt door de Kepler-ruimtetelescoop van NASA in 2010. De massa van Kepler-9b en c werden later exacter berekend dankzij het Keck-observatorium op Hawaï. Kepler-9b en Kepler-9c zijn gasreuzen. De planeet die het dichtste bij de ster staat, Kepler-9d is een superaarde.
| Planeet | Massa            | Halve lange as (AE) | Omlooptijd (dagen) | Excentriciteit | Straal           |
| ------- | ---------------- | ------------------- | ------------------ | -------------- | ---------------- |
| b       | 0,252 ± 0,013 MJ | 0,140 ± 0,001       | 19,24              | —              | 0,842 ± 0,069 RJ |
| c       | 0,171 ± 0,013 MJ | 0,225 ± 0,001       | 38,91              | —              | 0,823 ± 0,067 RJ |
| d       | 0,0220 MJ        | 0,1284 ± 0,0061     | 0,027              | —              | 1,60 R⊕          |

## Afbeeldingen

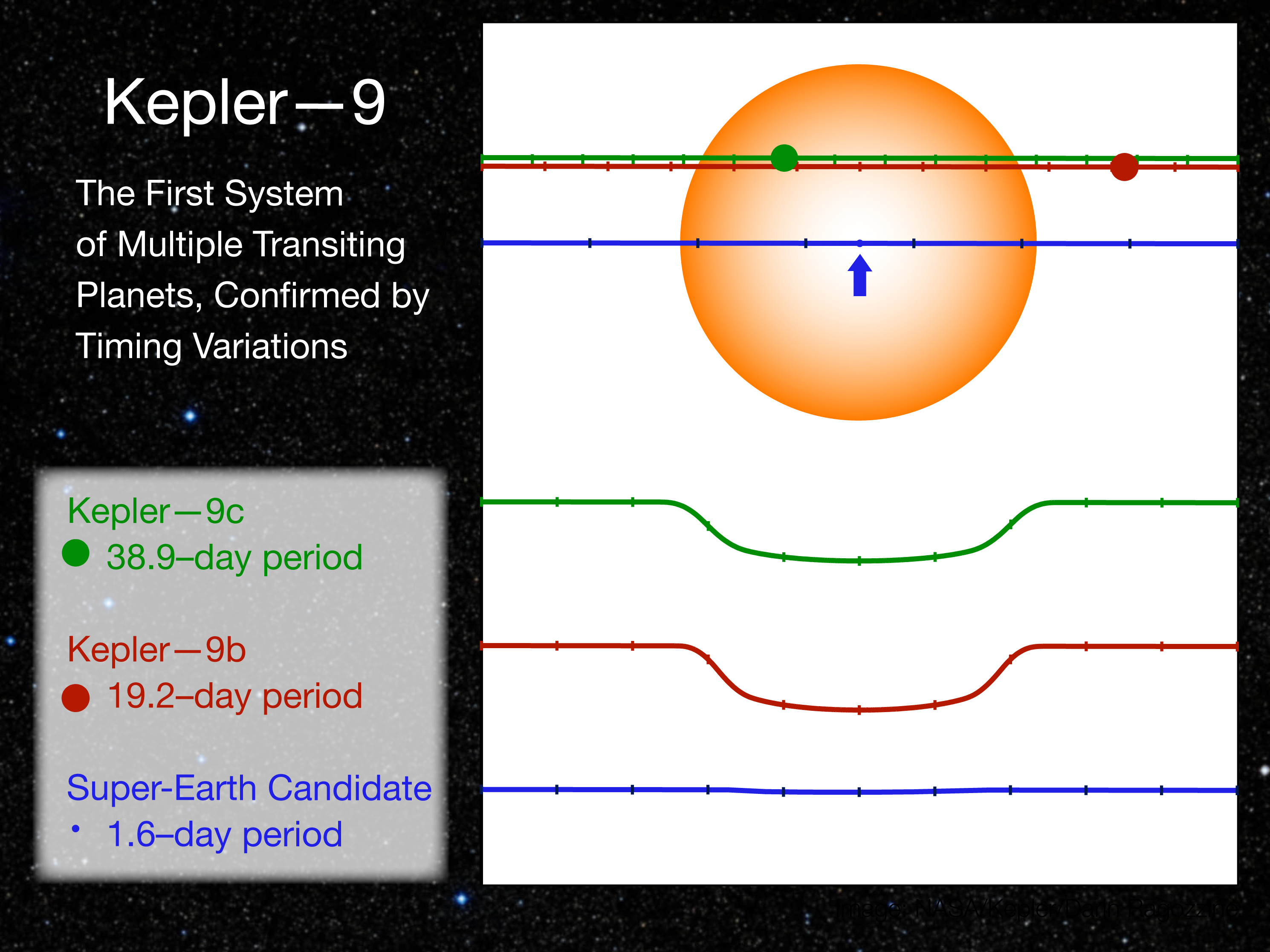
Fotometrie van de Kepler-9 exoplaneten